# 平島 (長崎県)

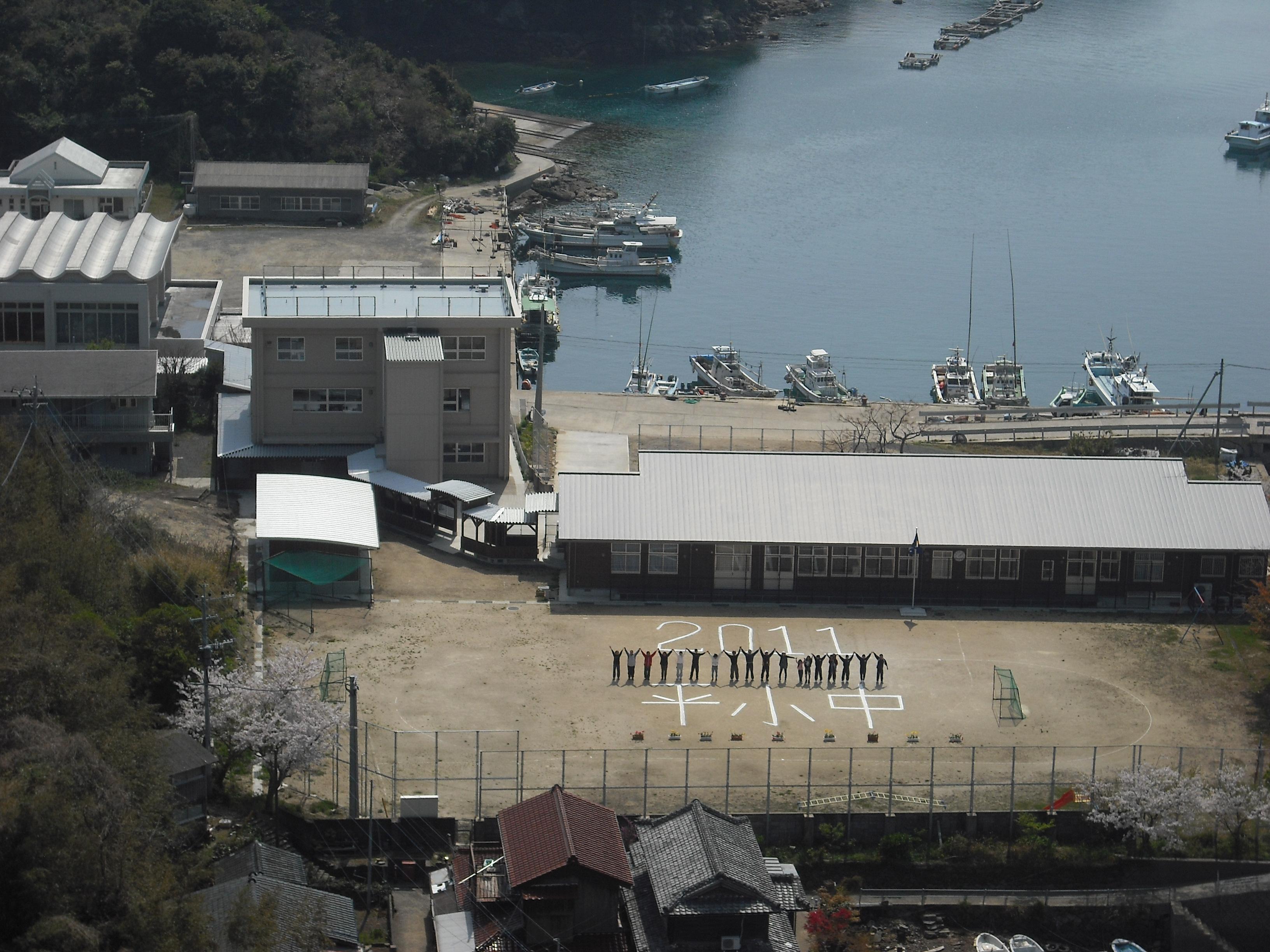
平島小中学校と平島港

平島（ひらしま）は、長崎県の西彼杵半島西方沖にある島。全島が西海市（2005年3月31日までは西彼杵郡崎戸町）に属する。本項では同区域にかつて存在した西彼杵郡平島村（ひらしまむら）についても述べる。

## 地理

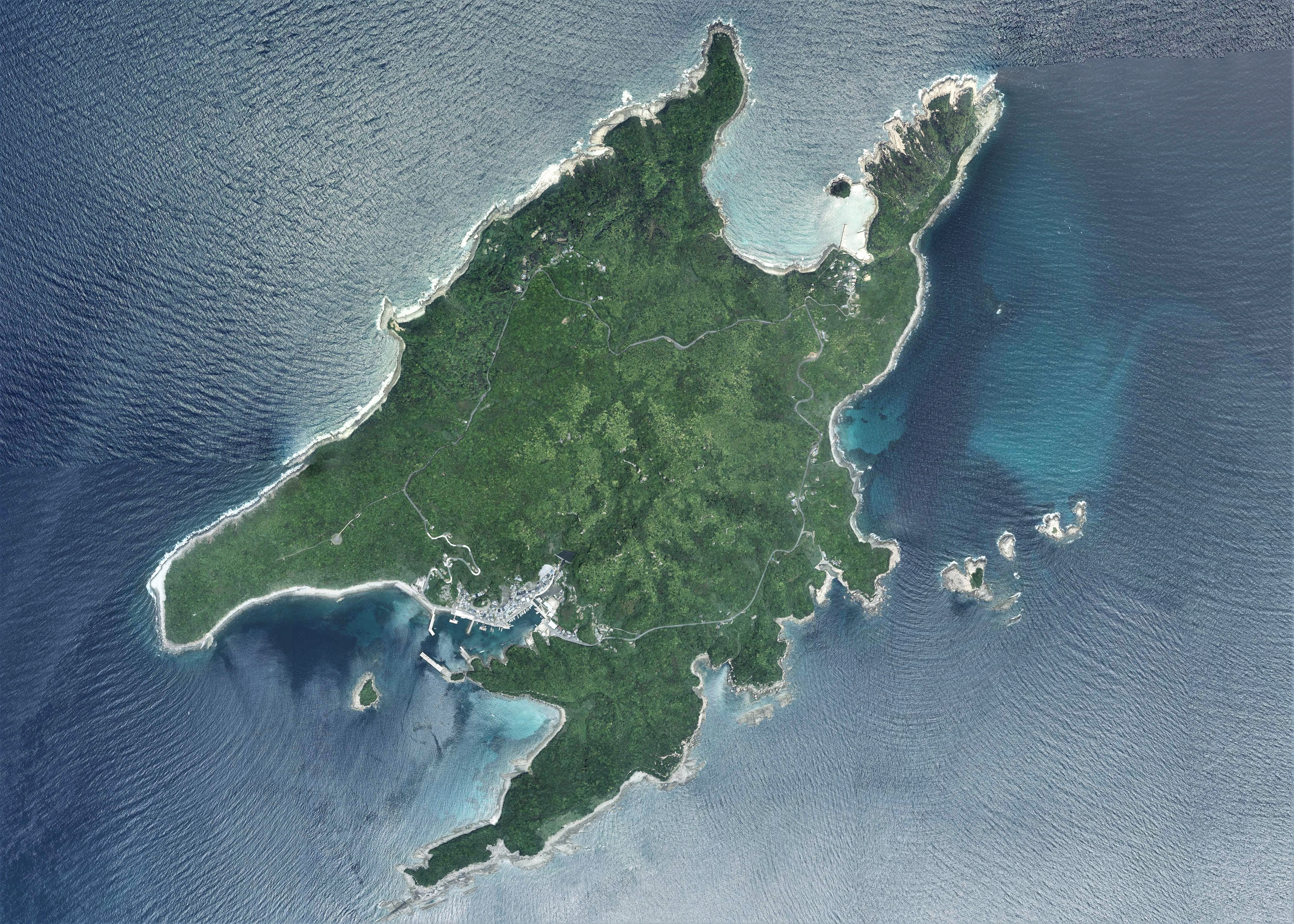
平島の空中写真。2014年5月10日撮影の6枚を合成作成。
。

### 概要
- 面積 - 約5.49 km2
- 東西 - 約3.8 km
- 人口 - 279人（2005年国勢調査）

島の地質は主に第三紀砂岩層からなる。最高峰は白岳（標高207m）で、周囲は海食による奇岩断崖などの景勝が連なり、西海国立公園の一部として指定されている。
本土側の蛎浦島・崎戸島からは約31km離れている一方、五島列島の中通島とは相崎瀬戸を挟んで約4kmしか離れておらず、島からは中通島の山や集落が望める。島には西海市立平島小中学校がある。

## 歴史
- 江戸時代は東の江島と同様大村藩領で捕鯨基地の一つとなった。
- 1889年（明治22年）4月1日 - 町村制の施行により西彼杵郡平島村が単独村制にて発足。
- 1956年（昭和31年）9月1日 - 江島村とともに崎戸町に編入し、平島村は自治体として消滅。
- 2005年（平成17年）4月1日 - 合併による西海市発足に伴い、崎戸町が自治体として消滅。西海市の一部となる。

## 産業
漁業が基幹産業。特に五島灘でのイセエビ漁は盛んで長崎県内で随一の漁獲高がある。

## アクセス
佐世保港から崎戸・江島を経由して友住港（新上五島町）とを結ぶ崎戸商船フェリーが就航している。友住〜平島〜江島〜佐世保間1往復となっている。